# Järnvägen Koijuvaara–Aitik
Järnvägen Koijuvaara–Aitik är en 3 km järnväg mellan Koijuvaara, en station på Malmbanan, och gruvan i Aitik i Gällivare kommun, i Norrbottens län.
Trafikverket inkluderar banan i Malmbanan. Järnvägen byggdes för att lastbilstrafiken på den 15 km långa sträckan mellan gruvan och Gällivare station skulle upphöra. Beslutet att bygga järnvägen togs av regeringen 2004 och i augusti 2010 öppnade Trafikverket banan. Kostnaden var omkring 111 miljoner kr för Trafikverkets del av projektet. Boliden AB investerade i terminalområdet. Utöver transport av kopparslig från gruvan kan det gråberg som lagras vid Aitik avyttras till ett större område med järnvägstransport.